# Bryum dyffrynense
Bryum dyffrynense là một loài rêu trong họ Bryaceae. Loài này được D. T. Holyoak mô tả khoa học đầu tiên năm 2003.